# Sophoreae
Tribu
Classification phylogénétique
Classification phylogénétique
Les Sophoreae forment une tribu de plantes à fleurs de la sous-famille des Faboideae appartenant aux Fabaceae. Elle comprend entre 42 et 46 genres suivant la systématique et de 370 à 400 espèces.

## Genres
- Ascomium Schott, avec environ 16 espèces
- Airyantha Brummitt, avec 2 espèces
- Alexa Moq., avec 9 espèces d'arbres
- Ammodendron Fisch. ex DC., avec 8 espèces
- Amphimas Pierre ex Harms, avec 3 ou 4 espèces en Afrique occidentale et en Afrique centrale
- Angylocalyx Taub., avec 5 espèces
- Baphia Afzel. ex Lodd. et al. avec 2 espèces
- Bolusanthus Harms, avec une seule espèce: Bolusanthus speciosus (Bolus) Harms
- Bowdichia Kunth, avec de 2 à 4 espèces
- Cadia Forssk. (syn. Pseudocadia Harms) avec sept espèces (dont six à Madagascar)
- Calia Berland, avec 4 espèces
- Camoensia Welw. ex Benth. & Hook., avec 2 espèces
- Castanospermum A.Cunn. ex Hook. avec une ou deux espèces en Australie et en Nouvelle-Calédonie
- Cladastris Raf., avec de 4 à 7 espèces
- Clathrotropis (Benth.) Harms avec 6 espèces
- Dalhousiea Wall. ex Benth., avec 3 espèces
- Dicraeopetalum Harms, avec 2 espèces endémiques à Madagascar
- Diplotropis Benth., avec 12 espèces en Amérique du Sud
- Dussia Krug & Urb. ex Taub., avec 10 espèces
- Haplormosia Harms, avec une espèce en Sierra Leone et au Gabon
- Leucomphalos Benth. ex Planch., avec une espèce Leucomphalos mildbraedii (Harms) Breteler
- Luetzelburgia Harms, avec 11 espèces
- Maackia Rupr., avec 10 espèces en Extrême-Orient
- Monopteryx Spruce ex Benth., avec 3 à 4 espèces
- Myrocarpus Allemão, avec 5 espèces en Amérique du Sud
- Myrospermum Jacq., avec une espèce Myrospermum frutescens Jacq.
- Myroxylon L., avec 2 espèces
- Neoharmsia R.Vig., avec 2 espèces au nord et au nord-ouest de Madagascar
- Ormosia Jacks., avec 37 espèces
- Panurea Spruce ex Benth. & Hook. avec une ou deux espèces
- Pericopsis Thwaites, avec 4 espèces
- Petaladenium Ducke, avec une espèce au Rio Negro (Brésil): Petaladenium urceoliferum Ducke
- Sakoanala R.Vig., avec deux espèces à Madagascar
- Salweenia Baker, avec une seule espèce en Chine Salweenia wardii Baker

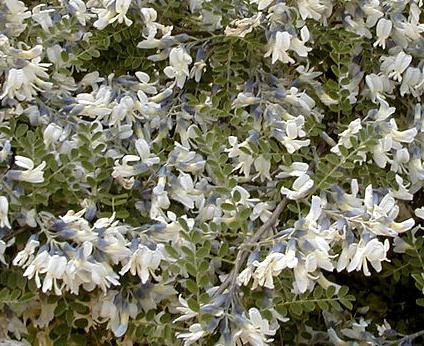
Fleurs de Sophora davidii.

- Sophora L., avec 70 espèces, parmi lesquelles:
  - Sophora affinis Torr. & A.Gray
  - Sophora albescens (Rehder) C.Y.Ma
  - Sophora albo-petiolulata Léonard
  - Sophora alopecuroides L.
  - Sophora arizonica S.Watson
  - Sophora bakeri Prain
  - Sophora benthamii Steenis
  - Sophora brachygyna C.Y.Ma
  - Sophora chrysophylla (Salisb.) Seem.
  - Sophora conzattii Standl.
  - Sophora davidii (Franch.) Pavol.
  - Sophora denudata Bory
  - Sophora microphylla Ait.
  - Sophora tetraptera J.F.Mill.
  - Sophora tomentosa L.
  - Sophora tonkinensis Gagnep.
- Spirotropis Tul., avec 2 ou espèces
- Styphnolobium Schott avec 9 espèces dont Styphnolobium japonicum ex Sophora japonica

- Sweetia Spreng., avec 2 espèces

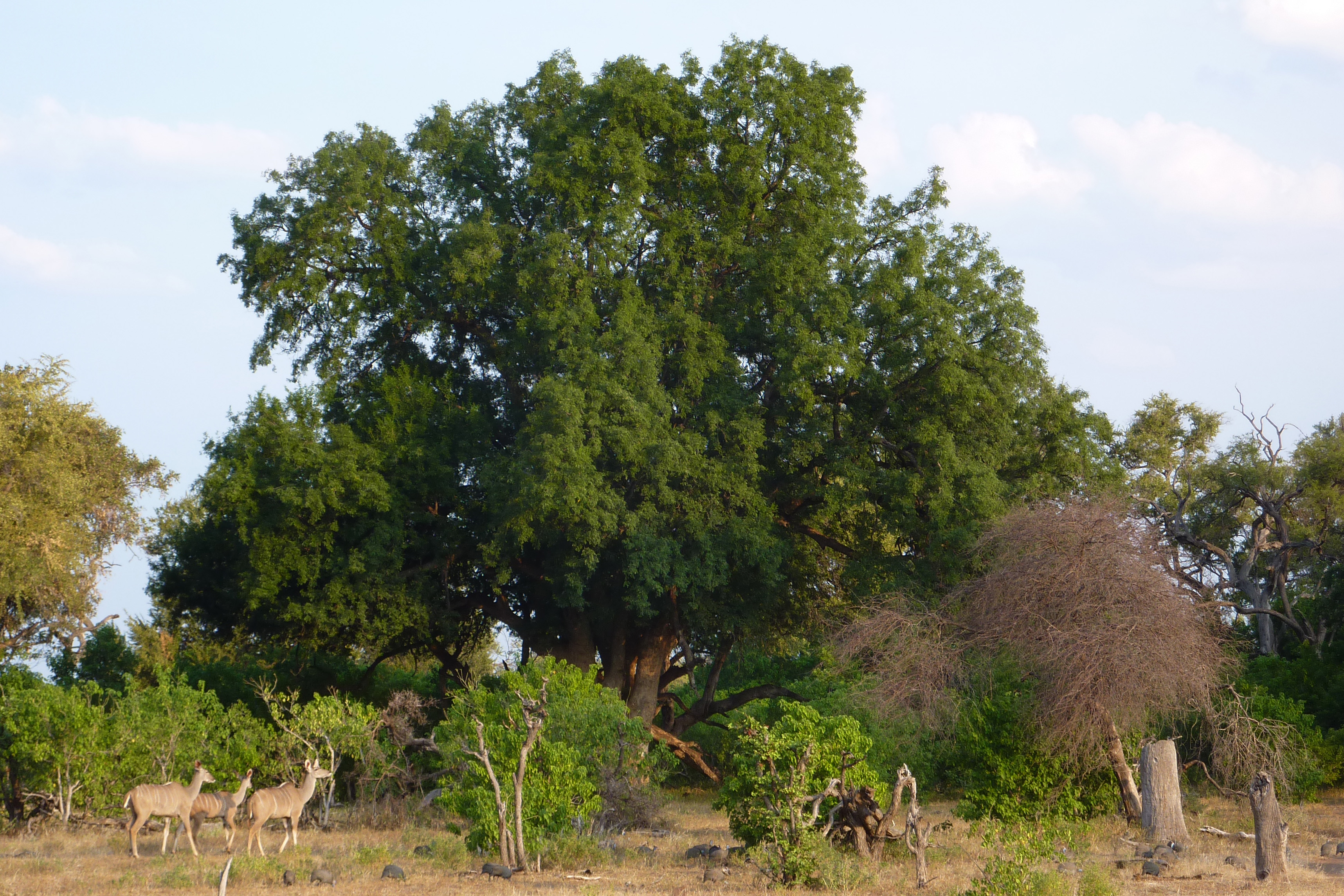
Xanthocercis zambesiaca au Botswana.

- Uleanthus Harms, avec une seule espèce Uleanthus erythrinoides Harms dans l'Amazone
- Uribea Dugand & Romero, avec une seule espèce Uribea tamarindoides au Costa Rica et en Colombie
- Xanthocercis Baill., avec une espèce Xanthocercis madagascariensis endémique de Madagascar et une espèce Xanthocercis zambesiaca originaire d'Afrique du Sud.